# Grønlandshund
Grønlandshund er en stor hunderace af typen slædehund, der menes at stamme fra hunde, der har fulgt inuitterne ved indvandringen til Grønland fra det nordlige Canada. Det antages, at racen oprindelig er opstået i egnene omkring Ladoga i det nordvestlige Rusland eller det centrale Sibirien engang i stenalderen.
Den typiske slædehund er hårdfør og udholdende, kan tåle sult i lang tid, er intelligent og har lært at lystre slædeførerens pisk og kommandoer. Den har opretstående ører, buskede kinder og tuder som en ulv, hvor ulvehylet er en stimulans for sammenholdet i spandet og dettes territoriehævdelse.
Den grønlandske slædehund har en helt særlig avlshistorie. I modsætning til næsten alle andre hunderacer er den blevet udviklet i omgivelser næsten uden føde, den selv kan finde og næsten uden fremmede mennesker, den kan være til gene for. Kombineret med disse barske naturforhold og kalaallit forståelse af naturen og dens skabninger, er slædehunden højst sandsynligt ikke blevet selekteret på lydighed og udseende, men på omgængelighed og på trækvillighed. Den har fredeligt gået rundt blandt kalaallit i deres mindre bosætningskulturer og dens antal har været tilpasset fangstmulighederne. Mens der har levet vilde polarulve på Grønlands vestkyst er tæver en gang imellem blevet befrugtet af strejfende hanulve. Dette har været med til at bevare hunderacens genmateriale, så tæt som muligt på sin stamfader. Står den over for vildt, fortrænges al dressur til fordel for det oprindelige jagtinstinkt. Inden for de sidste 100 år er brugen af slædehundene ændret en del - med stor effekt for dens levevilkår. Da en slædehund har brug for næsten lige så meget mad som et menneske og da den har vanskeligt ved selv at finde føde, har det ikke været muligt for kalaallit at have mange hunde. Tidligere har den højst sandsynligt ikke været brugt på længere rejser med slædeføreren stående bagved eller siddende på slæden og de enkelte hunde har ligeledes ikke haft en enkelt ejermand. I stedet har to-fire hunde været med til at trække en slæde - med føreren gående eller løbende foran eller ved siden af. I forbindelse med fiskeriet, traditionerne for de store slæderejser og hundeslædekonkurrencerne er det langsomt blevet økonomisk muligt at holde langt flere slædehunde pr. mand og man er efterhånden kommet om bag ved slæden med en pisk til at styre - ligesom i bondekulturens hestevogne. Fra at være en hund med en ubegrænset frihed, der har måttet indynde sig hos kalaallit for at få mad er den over de sidste 100 år ved lov blevet en lænkehund. Traditionen for store hundehold har efterhånden gjort løstgående hunde voldsomt generende og ofte til direkte fare for mindre børn. I takt med domestiseringen af racen er håndteringen af den også blevet langt mere hårdhændet og man støder ofte på det synspunkt, at hundene kun lystre pisk og hårde slag. Ny forskning og erfaringer fra mindre bygder afslører imidlertid, at hunden har bevaret sin store sociale intelligens og under de rette vilkår kan forstå og agere i mange komplekse sociale sammenhænge - uden at være til fare for sine omgivelser. Men da den ikke historisk er blevet selekteret på lydighed og da den til fulde har bevaret sine jagtinstinkter, vil den aldrig kunne gå frit i lande med vildt og andre husdyr. Den kan sågar være til fare for andre mindre hunde, der kan blive betragtet som vildt. Den er en utrolig social hund og kender tydeligt forskel på mennesker og hunde, så den skal altid holdes sammen med andre større hunde og motioneres hårdt for at undgå interne uroligheder.   
Slædehunden er stadig vigtig i Grønland i kommunerne fra Sisimiut og nordpå samt i Østgrønland, hvor der er forbud mod indførsel af fremmede hunderacer. I disse kommuner er hundeslæden om vinteren fortsat et vigtigt transportmiddel for fangerne i forbindelse med jagt og fiskeri. Her bruges havisen som transportvej, hvor slæden trækkes af et spand på fra otte og op til 12, 14 og i enkelte tilfælde 16 og 18 hunde i vifteform, med en snor fra hver hund til slæden. Samtidig bruges hunden under jagt på isbjørn til at indhente og standse bjørnen. Nogle fangere træner desuden deres hunde til at opspore sælens åndehuller i isen og sælhi under sneen.
Det anslås, at der i Grønland i dag findes omkring 25.000 slædehunde. I hele deres nuværende udbredelsesområde i Arktis har de været anvendt som trækhunde, bærehunde, jagthunde og i nogen grad som vagthund mod ulv, jærv og bjørn. I Sibirien har den desuden været brugt ved vogtning af rener.
Et grønlandsk slædespand er en fasttømret enhed, hvor basen er spandets ubestridte fører og herre. Mistes denne, opstår der oftest voldsomme og langvarige slagsmål, indtil en anden han får tilkæmpet førerpladsen. Dvs. den stærkeste han bliver fører. Et spand kan være meget forskelligt sammensat. Der er nogen der foretrækker hunhunde til at trække slæden, men der er også nogen der foretrækker hanhunde, mens andre ikke går op i kønnet. Vinderen af Avannaata Qimussersua 2015 havde et spand af kun hunhunde. Antallet af hunde i spandet varierer. Der er nogen der kun kører med ca. 5 hunde, men der er også nogen der kører med op til 20 hunde.
Den grønlandske slædehund henregnes til den gruppe af hunde, der sammenfattes under betegnelsen polarspidser. Til denne hører samojedespids, den østsibiriske spids, Alaska-eskimohunden og den canadisk-grønlandske eskimohund. 
Polarspidshundene er nært beslægtede med de nordiske spidser, fx samehunden og elghunden. Disse er alle store dyr med kraftige lemmer, spids snude og oprette ører. Gruppen anses for at omfatte de mest oprindelige hundetyper.